# Курінь «Холодноярці»
«Холодноя́рці» — курінь УПА, що входив до складу ВО-3 «Лисоня».

## Рейди
У квітні 1945 під командою «Града», «Глухого» і «Грізного» рейдував з Львівської області на Закарпаття (Вел. Березне). Рейд тривав до кінця червня. В квітні 1945 здійснено великий рейд з Янівських лісів на Судову Вишню-Крукеничі-Фельштин-Лютовиська через Поділля на Ужок-Сянки і на Закарпаття.